# Koblenzer Literaturtage
Die Koblenzer Literaturtage „ganzOhr“ sind ein seit 2008 jährlich stattfindendes Literaturfestival in der Stadt Koblenz.

## Geschichte
Im Jahre 2008 aus der Taufe gehoben, kann die Veranstaltung bislang auf insgesamt 60 Abende mit bisher über 70 Schauspielern, Rezitatoren, Filmemachern, Schriftstellern und Kabarettisten an bis dato über 14 Veranstaltungsorten in Koblenz zurückblicken.

## Konzept
Autoren lesen an außergewöhnlichen Orten aus ihren Werken, dazu gibt es passende Musik und Wein von regionalen Winzern. Dabei wird für jeden Künstler eine individuelle Atmosphäre geschaffen. Dazu werden jedes Jahr erneut national- und internationale Autoren, Newcomer aus der Literaturwelt sowie renommierte Autoren eingeladen.
Der Veranstalter des Festivals ist die Koblenz-Touristik in Kooperation mit regionalen Kooperationspartnern.

## Autoren

### 2008
- Erik Fosnes Hansen
- Heikko Deutschmann
- Axel Hacke
- Hellmuth Karasek
- Connie Palmen
- Reinhold Joppich und Mario Di Leo
- Elke Heidenreich

### 2009
- Wladimir Kaminer
- Volker Schlöndorff
- Rafik Schami
- Renan Demirkan
- Tom Rob Smith
- Oliver Steller
- Nina Petri

### 2010
- Raoul Schrott
- Alissa Walser
- David Safier
- Harald Martenstein
- Martin Suter
- Andrea Sawatzki und Christian Berkel
- Axel Hacke
- Urs Widmer
- Volker Klüpfel und Michael Kobr
- Stefan Gemmel und Ferri

### 2011
- Peter Lohmeyer und Helge Leiberg und Lothar Fiedler
- Annika Reich
- Melinda Nadj Abonji
- Tim Parks
- Simak Büchel
- Margriet de Moor
- Claudia Amm und Günter Lamprecht
- Alex Capus
- Tilman Rammstedt
- Wladimir Kaminer und Russendisko

### 2012
- Navid Kermani
- Eugen Ruge
- Olga Grjasnowa
- Franz Hohler
- Finn-Ole Heinrich
- Roger Willemsen
- Ralf König
- Michael Kumpfmüller
- Herbert Feuerstein